# 寛信
寛信（かんしん・かんじん、応徳元年（1084年）- 仁平3年3月7日（1153年4月2日））は、平安時代後期の真言宗の僧。父は参議藤原為房。勧修寺法務とも称される。
東大寺覚樹に三論教学を学び、勧修寺厳覚から真言宗小野流の奥義を受けた。1110年（天永元年）勧修寺別当に就任し、勧修寺における法華八講の整備に力を注いだ。南都三会已講（さんえいこう）の功により1134年（長承3年）権少僧都に任じられ、その後権大僧都に至った。この間東寺長者・法務、東大寺別当を歴任している。真言密教における事相に関する多くの著作を残した。